# Masdevallia tokachiorum
Masdevallia tokachiorum là một loài thực vật có hoa trong họ Lan. Loài này được Luer mô tả khoa học đầu tiên năm 1991.